# Роњано
Роњано (итал. Rognano) је насеље у Италији у округу Павија, региону Ломбардија.
Према процени из 2011. у насељу је живело 347 становника. Насеље се налази на надморској висини од 93 м.

## Становништво
Према резултатима пописа становништва 2011. у општини је живело 619 становника.
| 1931. | 1936. | 1951. | 1961. | 1971. | 1981. | 1991. | 2001. | 2011. |
| ----- | ----- | ----- | ----- | ----- | ----- | ----- | ----- | ----- |
| 526   | 531   | 548   | 366   | 154   | 134   | 107   | 194   | 619   |